# Cultura de Baxendi
A cultura de Baxendi, similar ao Neolítico Inferior do Saara, foi identificada no oásis de Dacla e foi dividida em duas unidades (A e B) representadas por datas obtidas através de cascas de ovo de avestruz e carvão vegetal. Segundo McDonald o "oásis de Dacla desempenhou um papel formativo nas transformações culturais, incluindo o início do sedentarismo e da agricultura, que varreu o Nordeste da África pouco antes do surgimento da civilização egípcia". Seus sítios estão majoritariamente localizados no extremo leste e sudeste do oásis.
Em torno de 5 400 a.C. é evidenciado o início da domesticação animal, então complementada por caçadas; por volta de 4 900 a.C. surgem os primeiros edifícios de pedra locais e uma cerâmica polida e suavizada, às vezes com a parte superior pintada de preto, semelhante a modelos de Bir Kiseiba e Nabta Playa. Wenke vê a importância destes sítios: "as primeiras evidências de formas de assentamento, subsistência e tecnologia que diferiram significativamente daqueles do final do Pleistoceno, no nordeste da África vem das áreas desérticas de Bir Kiseiba e Nabta no sudoeste do Egito (...) Essas comunidades egípcias também ilustram a natureza dos processos evolutivos da cultura: mudança cultural e de transformação é um processo intermitente de becos sem saída, fracassos, extinções e apenas ocasionalmente os tipos de pequenas mudanças que resultam, em longo prazo, transformação revolucionária. Por exemplo, aparentemente, essas comunidades egípcias não fazem a transição para uma forma agrícola totalmente sedentária de vida".
Arte rupestre de cavernas locais foi datada do período Baxendi; representa pessoas, imagens antropomórficas e animais, especialmente girafas (são indicativos do clima do período) e bovinos (possivelmente domesticados), e está relacionada com sítios compostos por fragmentos de cerâmica, artefatos líticos e abrigos.

## Baxendi A
A unidade Baxendi A, subdividida em dois períodos, desenvolveu-se no intervalo de 6400-5 800 a.C.; produziu dezessete datas radiocarbônicas, agrupadas em duas concentrações em torno de 7300-6900 AP. Há três tipos de sítios: sítios com lareiras e artefatos dispersos, ligados com depósitos playa (p. ex. sítios  #228 e #275); sítios menos ligados com depósitos playas (p. ex. sítios #137, #174 e #270); sítios localizados fora da área do oásis, com lareiras e artefatos dispersos (p. ex. sítio #141). Além disso foi constatado uma nítida diferença entre os assentamentos da fase inicial e os da fase final da unidade: os sítios da fase inicial eram acampamentos sazonais de caça caracterizados por lareiras e artefatos; os da fase final possuem círculos de pedra, possivelmente cabanas, o que evidência um crescente sedentarismo na região, além disso, tais assentamentos apresentam sinais de reocupação.
Com base nos artefatos localizados, e com a escassez de provas contundentes acerca da domesticação animal, sugere-se que a economia era baseada na caça e coleta vegetal; grande número de mós sugere que houve processamento vegetal. Entre os restos orgânicos foram identificados restos faunísticos )(búbalus, raposas, gazelas, lebres e três aves de tamanhos diferentes, incluindo avestruz) e vegetais (quatro tipos de cereais selvagens, milheto e sorgo); em sítios da fase final desta unidade foram identificados restos de ovinos, caprinos e bovinos. Pontas de flechas (algumas com base oca), bifaciais e muitas lascas, pontas espinhosas, flanqueadas e entalhadas de tamanhos diversos, contas de casca de ovo de avestruz e plugues labiais são alguns dos artefatos produzidos. A cerâmica é escassa, habitualmente não possuía decoração (quando havia era geométrica) e assemelha-se a cultura do Saara.

## Hiato entre Baxendi A e B
Entre as duas unidades foi evidenciado, pela arqueologia e pelas datas produzidas, que houve um hiato ocupacional que perdurou por 100 anos, até 5 600 a.C. Este hiato foi tardio em relação ao hiato evidenciado em grande número de sítios do deserto no começo do oitavo milênio que, segundo McDonald, "parece correlacionar-se com o episódio árido 79-7700 AP do registro sedimentológico". Além disso, em vista das diferenças aparentes entre ambas as unidade, postula-se que duas culturas diferentes, embora relacionadas, habitaram o oásis em momentos diferentes.

## Baxendi B
A unidade Baxendi B desenvolveu-se entre 5600-3 800 a.C. e foi contemporânea das culturas Faium, Tarifiana, Merinde, e Badariana. A maioria dos sítios está localizada na parte ocidental da bacia, "não no fundo da bacia, mas em suas bordas, acima do atual nível dos lodos playas". Lareiras estão localizadas dispersas nos assentamentos, no entanto, foram identificados agrupamentos mais densos (p. ex. #271 e #276); há sítios associados com lençóis de areia tubulares (p. ex. sítios  #101, #104 e #116) e com grande bacias (p. ex. sítios #77 e #165).
Pontas de flechas, pontas, e folhados bifaciais continuam a ser produzidos e novos modelos são adicionados: trinchetes, lascas golpeadas lateralmente, crescentes, raspadores, lunados, machados e celtas polidos, contas de amazonita, cornalina, cristal e calcário, pingentes e pulseiras de conchas, paletas pequenas de minério de ferro ou calcário e pedra de chão. A cerâmica era marrom-avermelhada ocasionalmente com a parte superior preta, temperada com quartzo e xisto e possuía decoração geométrica linear ou dentada.
Entre os restos faunísticos foram evidenciados bovinos e caprinos domesticados, assim como gazelas e búbalus; segundo McDonald o processo de sedentarização ocorrido no período anterior é abandonado em detrimento de um padrão de subsistência voltado para o pastoreio nômade: "Até o início do sétimo milênio, grupos ainda reconhecidamente Baxendi A tinham adicionado pastoreio para suas atividades de subsistência e foram se estabelecer em um número relativamente grande de sítios agora menos claramente associados com sedimentos playa".